# Marta Solaz
Marta Solaz Cruz 
(Barcelona, 8 de enero de 1976) es una actriz de cine y televisión española.

## Biografía
Forma parte de la cantera de jóvenes actores españoles que participaron en la serie Al salir de clase. En su caso interpretó el papel de Violeta entre 1999 y 2001, coincidiendo con actores como Alejo Sauras, Carla Pérez o Diana Palazón (con la que ha vuelto a trabajar en Hospital Central).
Su trayectoria televisiva se completa con pequeños papeles en series como El comisario (2004) o Siete vidas (2006), además de apariciones más continuadas en Hospital Central como Gabriela Dávila desde 2004. En 2008, se incorpora a la quinta temporada de la serie catalana Ventdelplà en el papel de la moza de Escuadra Raquel Busquets. 
En cine debutó con Monturiol, el senyor del mar, de Francesc Bellmunt, en el año 1993. Su siguiente aparición sería ya en 2003 con la película Picasso y sus mujeres de Antonio Palacios
En 2006 estrenó los cortos Trío de ases de Joseba Vázquez y Feliciten al chef de Eva Sánchez y la película Mia Sarah de Gustavo Ron, a la que siguieron títulos como El amor se mueve, After y Maktub.
Además, cuenta con una gran experiencia teatral, habiendo participado en multitud de montajes como la adaptación teatral de El otro lado de la cama o la obra Fashion, feeling, music, junto a algunos de sus compañeros de Al salir de clase como Olivia Molina, Octavi Pujades o Cristina Castaño.
En el terreno personal mantiene una relación desde 2009 con el actor Sergio Peris Mencheta, el cual también formó parte de Al salir de clase. Sergio y Marta fueron padres de un niño en 2012 y de otro en 2014.

## Filmografía

### Cine
- Monturiol, el senyor del mar (1993), de Francesc Bellmunt.
- Picasso y sus mujeres (2003), de Antonio Palacios.
- Trío de ases (2006), de Joseba Vázquez.
- Mia Sarah (2006), de Gustavo Ron.
- Feliciten al chef (2006), de Eva Sánchez.
- El amor se mueve (2008), de Mercedes Afonso
- After (2009), de Alberto Rodríguez
- Trash (2009), de Carles Torras
- Maktub (2011), de Paco Arango
- El gènere femení (2011), de Carlos Benpar

### Televisión

#### Papeles fijos o recurrentes
- Al salir de clase (1999-2001) como Violeta Rivelles Prada.
- Hospital Central (2004-2006) como Gabriela Dávila.
- Ventdelplà (2008-2010).
- Colegas (2017-).
- Centro Médico (2018-¿¿??).

#### Papeles episódicos
- El comisario (2004)
- La sopa boba (2004)
- Fuera de control (2006)
- Siete vidas (2006)
- Los misterios de Laura (2009)
- Seis hermanas (2015)

### Teatro
- Incrementum. Dirección Sergio Peris-Mencheta.
- El otro lado de la cama. Josep María Mestres. La Zona Films.
- Cantando bajo la lluvia. Ricard Reguant. Spektra.
- Pinocho. Julio Fischel. T. Sanpol.
- 1973, el musical. Víctor Conde. Alain Cornejo.
- Fashion, feeling, music. Esteve Ferrer. BocaBoca.
- Dos amigos de Verona. Carlos Marchena. TeatroA.
- Snoopy, el musical. Víctor Conde.
- Suburbia. Pep Plá. T. Eixample.
- Peter Pan. Víctor Conde.
- El knack. Oriol Úbeda. Tels Lluisos.
- Bodas de sangre. Marià Mazanares.
- Maribel y la extraña familia. Marià Mazanares.
- Los miércoles no existen. Peris Romano.*